# 페라치꿀박쥐
페라치꿀박쥐(Lonchophylla peracchii)는 주걱박쥐과(신세계잎코박쥐과)에 속하는 박쥐의 일종이다. 남아메리카에서 발견된다. 브라질 남동부의 대서양림에서 처음 기술되었다.

## 특징
작은 크기의 박쥐로 전완장은 34.5~36.9mm이다. 털은 길고 부드럽다. 등 쪽은 갈색을 띠는 반면에 복부 쪽은 좀더 연하다.